# Liste der Naturdenkmale in Mainhardt
Die Liste der Naturdenkmale in Mainhardt nennt die verordneten Naturdenkmale (ND) der im baden-württembergischen Landkreis Schwäbisch Hall liegenden Gemeinde Mainhardt. In Mainhardt gibt es insgesamt 43 als Naturdenkmal geschützte Objekte, davon 38 flächenhafte Naturdenkmale (FND) und 5 Einzelgebilde-Naturdenkmale (END).
| Naturdenkmale                  | Anzahl |
| ------------------------------ | ------ |
| FND Flächenhafte Naturdenkmale | 38     |
| END Einzelgebilde              | 5      |
| Gesamt                         | 43     |

Stand: 1. November 2016.

## Einzelgebilde (END)
| Name                                       | Bild | Kennung     | Einzelheiten                | Position | Fläche Hektar | Datum         |
| ------------------------------------------ | ---- | ----------- | --------------------------- | -------- | ------------- | ------------- |
| Schöne Eiche                               |      | 81270520009 | Mainhardt, Storchsnest      | ⊙        | 0,0           | 24. Okt. 1983 |
| Stieleiche südl. Maibach                   |      | 81270520039 | Mainhardt, Maibach          | ⊙        | 0,0           | 21. Okt. 1994 |
| Weißbuchengruppe in Mönchsberg             |      | 81270520007 | Mainhardt, Mönchsberg       | ⊙        | 0,0           | 23. Dez. 1975 |
| 1 Doppelstämmige Linde bei der Rösersmühle |      | 81270520016 | Mainhardt, Rösersmühle      | ⊙        | 0,0           | 16. Sep. 1985 |
| 1 Winterlinde bei der Kirche               |      | 81270520006 | Mainhardt, Altort Mainhardt | ⊙        | 0,0           | 8. Dez. 1955  |
| Legende für Naturdenkmal                   |      |             |                             |          |               |               |